# 376 (číslo)
Tři sta sedmdesát šest je přirozené číslo, které následuje po čísle tři sta sedmdesát pět a předchází číslu tři sta sedmdesát sedm. Římskými číslicemi se zapisuje CCCLXXVI a řeckými číslicemi τοϛ.

## Matematika
376 je:
- Deficientní číslo
- Šťastné číslo
- Pětiúhelníkové číslo

## Astronomie
- (376) Geometria je planetka hlavního pásu, kterou objevil v roce 1893 Auguste Charlois

## Doprava
- Silnice II/376 je česká silnice II. třídy vedoucí na trase Kunštát – Drnovice – Lysice – Bořitov[1]

## Ostatní
- +376 je mezinárodní telefonní předvolba Andorry

## Roky
- 376
- 376 př. n. l.